# Тит Аврелий Фулв (консул 85 г.)
Вижте пояснителната страница за други личности с името Тит Аврелий Фулв.
Тит Аврелий Фулв (на латински: Titus Aurelius Fulvus) e сенатор на Римската империя през 1 век и дядо на император Антонин Пий.
Фулв произлиза от Немаузус (Ним, Франция) в провинция Нарбонска Галия. Той е през 64 г. легат на III Галски легион в Армения. През 69 г. император Отон го награждава консулски за успехите му против роксоланите в Мизия. През 70-те години (не е известна годината) е суфектконсул. През 85 г. Фулв е консул заедно с император Домициан и става управител на Рим (praefectus urbi).
Баща е на Тит Аврелий Фулв (консул 89 г.).
След смъртта на сина му Фулв взема за известно време при себе си родения си през 86 г. внук Тит Аврелий Фулвий Бойоний Арий Антонин Пий, по-късният император Антонин Пий.